# Cinco Clásicos

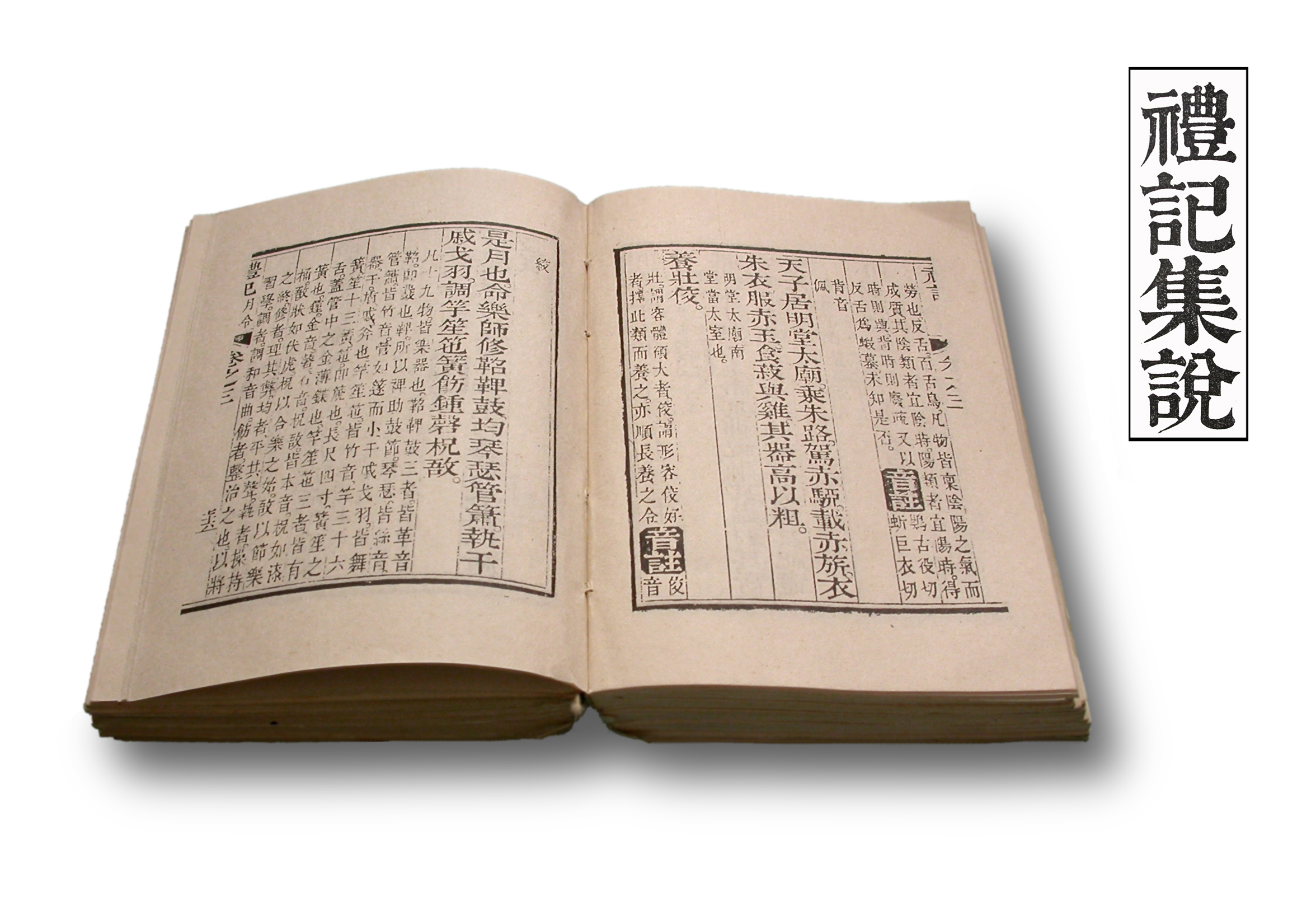

Los Cinco Clásicos (chino tradicional: 五經, chino simplificado: 五经, pinyin: wǔjīng) son un corpus compuesto por cinco antiguos libros chinos, anteriores a la Dinastía Qin, relacionados con parte del canon confucionista tradicional.
Los cinco clásicos eran una serie de doctrinas recopiladas en forma de libros que Confucio enseñaba a sus discípulos y eran los textos que toda persona cultivada debía conocer. Mencio, el erudito más importante de la época en relación con el confucianismo, consideró que “Anuarios de primavera y otoño” era igual de importante que las crónicas semi-legendarias de períodos anteriores. Durante la Dinastía Han occidental, que adoptó el confucianismo como su ideología oficial, estos textos se convirtieron en una parte importante del currículum del estado. Fue entonces cuando los textos empezaron a considerarse como un conjunto, una colección, que se llamaría “los Cinco Clásicos”. Durante más de 2.000 años estos libros se utilizaron como autoridad sobre la sociedad, el gobierno, la literatura y la religión en China. Los estudiantes chinos normalmente estudiaban los cortos Cuatro Libros antes de estudiar los Cinco Clásicos.
Los Cinco Clásicos fueron enseñados desde el año 136 a. C., cuando el confucianismo se volvió la ideología de estado en China, hasta principios del siglo XX, junto con la introducción de los exámenes imperiales. El dominio de los textos era requerido para que cualquier hombre de letras accediese a un puesto de trabajo en la vasta burocracia gubernamental. Después del año 1950 solo algunos textos escogidos fueron aleccionados en escuelas públicas.

## La recopilación de los libros
Los cinco clásicos constan de las siguientes partes: Yìjīng, Shūjīng, Shījīng, Lǐjīng, Chūnqiū y un sexto que a veces se añade: Yuèjīng.
Cuatro de los tomos Shū, Shī, Chūnqiū y Yì son recopilaciones que conservan las tradiciones más antiguas de los círculos de escribas, analistas y adivinos de la antigüedad. El quinto tomo, es decir el Libro de los Rituales (Lǐ), fue añadido posteriormente por los letrados de Lu cuya misión era la transmisión de los cuatro tomos anteriores. Finalmente, fue añadido el sexto tomo, el Libro de la Música (Yuè).
En la época Han oriental (del este), los autores ordenaban típicamente los Clásicos en un orden establecido seguidamente. A pesar de eso, en Han occidental (o del oeste), el orden establecido era el siguiente: Libro de la poesía o de las odas, libro de la historia o de los documentos, Registro del rito, Libro de las mutaciones o cambios,  Anales de primavera y otoño y el Clásico de la música.

### Yìjīng, el Libro de las mutaciones
Yìjīng (chino tradicional: 易經, chino simplificado: 易经), también conocido como I Ching (chino tradicional y simplificado: 易) es el libro de las mutaciones o cambios. Se trata de un manual de adivinación probablemente recopilado antes del siglo XI a. C. basado en los ocho trigramas atribuidos a Fuxi (una figura de la mitología china). Su aspecto filosófico complementario, contenido en una serie de apéndices, pudo haber sido compuesto más tarde por Confucio y sus discípulos. En la cultura occidental, desde el siglo XX, y el este asiático sigue siendo muy utilizado en la actualidad.

### Shūjīng, el Libro de la historia
Shūjīng (chino tradicional: 書經, chino simplificado: 书经), también conocido como Shàngshū (chino tradicional: 尚書, chino simplificado: 尚书) es el libro de la historia o de los documentos. Tomó su nombre durante la dinastía Han. Originalmente se llama Shu (Libro o documento), con el sentido de “libro de las generaciones anteriores”. Es una colección de documentos antiguos de carácter histórico. También está compuesto por algunos discursos presuntamente escritos por gobernantes y oficiales de las dinastías Xia, Shang y Zhou Occidental y el periodo anterior. Data posiblemente del siglo VI a. C. , siendo así el texto narrativo chino más antiguo, pues contiene ejemplos de la prosa antigua china, y la recopilación más antigua de documentos sobre sucesos de la historia antigua de China. Después de la dinastía Han, el Clásico de historia se convirtió en uno de los clásicos confucionistas más importantes.
El principal contenido del libro son los edictos imperiales y conversaciones entre emperadores y ministros reflejando la astronomía, geografía, pensamiento filosófico, educación, leyes y sistema institucional de ese periodo histórico. El libro contiene material muy valioso para entender la sociedad china de la época.
Este Clásico está ordenado cronológicamente. Consta de 100 artículos agrupados en cuatro partes: Documento de Yu, Documento de Xia, Documento de Shang y Documento de Zhou. Contiene cuatro formas de escritura:
1) Códigos – Documentación de los códigos penales y estatutos;
2) Reconvenciones escritas – Conversaciones escritas entre emperadores y ministros y entre ministros mismos, así como oraciones y rituales de sacrificio;
3) Promesas de los emperadores y vasallos;
4) Órdenes - Los mandatos imperiales que los emperadores hacían al nombrar oficiales o recompensar vasallos.
El libro consta de 58 capítulos (incluyendo ocho subsecciones) de los que 33 son considerados generalmente como obras auténticas del siglo VI a. C. El propósito de los cinco primeros capítulos del libro es preservar el registro de los hechos de emperadores ilustres como Yao y Shun; los siguientes 4 están dedicados a la dinastía Xia, cuya precisión histórica no ha podido ser definitivamente establecida; los siguientes 17 capítulos tratan sobre la dinastía Shang y su caída. La culpa de ello se sitúa sobre el último gobernante Shang, al que se describe como extravagante, lujurioso y sanguinario. Los últimos 32 capítulos comprenden la dinastía Zhou hasta el reinado del duque Mu de los Qin.

### Shījīng, el Libro de la poesía
Shījīng (chino tradicional: 詩經, chino simplificado: 诗经) es el libro de la poesía o de las odas. Es una antología de poemas antiguos. Se compone de 305 poemas divididos en 160 canciones folclóricas, 74 canciones menores de fiestas, tradicionalmente entonadas durante fiestas de la corte, 31 canciones importantes de fiesta cantadas en ceremonias solemnes de la corte y 40 himnos y elegías, entonadas durante sacrificios a los dioses y a los espíritus ancestrales de la casa real. Se cree que fueron recopiladas por el mismo Confucio, que habría escogido alrededor de 300 poemas de entre 3000. Durante la época de la dinastía Han aún existían cuatro versiones de la colección pero solo se ha conservado una de ellas.
Las cuatro divisiones principales del Clásico de poesía son:
- “Aires de los estados” (Guofeng 国风), en general poemas sobre amor y emociones.
- “Las Odas Menores” (Xiaoya 小雅), con parte de crítica social.
- “Las Odas Mayores” (Daya 大雅), referentes al ensalzamiento de la dinastía Zhou.
- “Los Himnos (Song 颂), canciones rituales de la dinastía Zhou, los duques de Lu y los descendientes de la dinastía Shang.

Todos los poemas cuentan con un pequeño prefacio y el primer poema con un prefacio mayor. El contenido de estos prefacios es una interpretación moral e incluso política de poemas que superficialmente parecen simples canciones de amor. Generalmente el verso inicial de cada poema crea cierta atmósfera o estado de ánimo, en la mayoría de los casos evocando imágenes de la naturaleza, pájaros o plantas.
Prácticamente todos los estudiosos de las dinastías Han, Tang y Song escribieron comentarios al Libro de poesía al ser una parte integral de las enseñanzas confucianas y debían ser aprendidas de memoria por generaciones y generaciones de estudiosos. Recopilados en el Libro de poesía se encuentran poemas populares de los períodos comprendidos entre la época de la dinastía Zhou Occidental hasta el Periodo de Primavera y Otoño.
El Clásico de poesía se clasifica en tres partes de acuerdo al contenido: Feng (baladas), Ya (poemas de intelectuales y aristócratas) y Song (oraciones). La primera parte, Feng, también llamada Guofeng, es principalmente una colección de canciones folclóricas. Se divide en 15 grupos y cuenta con un total de 160 poemas que, en su mayoría, expresan el amor entre hombres y mujeres y la desafección del pueblo hacia el emperador. Ya contiene 105 poemas, la mayoría de ellos escritos por oficiales de la corte y aristócratas. Song se compone de 40 poemas que son canciones para ofrecer sacrificios y alabar al emperador por parte de los aristócratas. Eran habitualmente interpretados con acompañamiento de baile. Aunque el Clásico de la poesía es una colección de obras de muchos autores, la mayoría de ellos son desconocidos y solo una pequeña parte de ellos han podido ser estudiados por generaciones posteriores.
El Clásico de la poesía ejerció un efecto profundo en la antigua China en cuanto a la política, cultura, lenguaje e incluso pensamiento. Durante los Periodos de Primavera y Otoño, los diplomáticos de la corte a menudo expresaban lo que no querían decir con sus propias palabras o aquello que era difícil de decir citando frases del Clásico de la poesía de manera similar al lenguaje diplomático actual. Confucio alabó el Clásico de la poesía como manera de reivindicar la cultura popular y mejorar enormemente la capacidad de observación y habilidades interpersonales mediante su estudio.

### Lǐjīng, el Registro del rito
Lǐjīng (chino tradicional: 禮經, chino simplificado: 礼经), también conocido como Lǐ jì (chino tradicional: 禮記, chino simplificado: 礼记) es el registro del rito. Se trata de una antología de textos escritos entre el Periodo de los Reinos Combatientes y las dinastías Qin y Han por estudiosos confucionistas que ofrecen su interpretación de las normas sociales, los sistemas de gobierno, normas de etiqueta y ritos ceremoniales procedentes de la dinastía Zhou.
También conocido como los Tres Ritos, consiste en tres textos rituales antiguos que se identifican entre los clásicos del confucianismo, un registro de las formalidades sociales y ceremonias de la corte del Zhou Occidental. La versión estudiada hoy en día es una versión recopilada por unos investigadores del siglo III a. C. Esta es una versión restaurada de la copia original después de la quema de los textos confucianos en el año 213 a. C. Los textos que componen este Clásico son el Clásico de los Ritos, los Ritos de Zhou y el Yili (Etiqueta y ritos).
- Clásico de los ritos

El Libro de Ritos se cree que fue compilado por los estudiosos de normas de etiqueta Dai De y su sobrino Dai Sheng durante la época de la dinastía Han Occidental. La versión original del Libro de los ritos que incluía 85 artículos seleccionados por Dai De se perdió en generaciones posteriores. La versión compilada por Dai Sheng de 49 artículos es el origen del actual Libro de los ritos.
El libro principalmente registra y explica los códigos de etiqueta anteriores al periodo Qin. Toma las normas de etiqueta y la música como núcleo involucrando otros muchos aspectos como política, leyes, moral, filosofía, historia, sacrificios, arte, vida diaria, calendario,geografía, etc. Así pues, es un muestrario concentrado de la política, filosofía e ideas éticas del pensamiento confucionista anterior a la dinastía Qin. El Libro de los ritos elabora ideas muy profundas respecto a la educación, la vida, el cultivo del físico y la mente que continúan siendo fuente de inspiración y reflexión en la actualidad.
Escrito en prosa con lenguaje conciso pero vivaz, algunos artículos del Libro de los ritos tienen gran valor literario. Algunos ensayos se sirven de historias cortas pero vívidas para ilustrar verdades; algunos están perfectamente estructurados; algunos contienen reflexiones profundas dentro de narraciones sencillas; otros son buenos en sus descripciones psicológicas. Además el libro reúne un gran número de proverbios y aforismos muy incisivos y profundos.
El Libro de los ritos, junto con los Ritos de Zhou y Etiqueta y ritos, es generalmente llamado libro de los Tres Ritos y ha influenciado profundamente la cultura china. Muchos estudiosos de varias épocas y dinastías hicieron glosas a este libro.

### Chūnqiū, los Anales de primavera y otoño
Chūnqiū (chino: 春秋) son los Anales de primavera y otoño. Este es, cronológicamente, el anal más antiguo escrito y tiene una extensión aproximada de unas 16.000 palabras. Es una crónica de los sucesos históricos ocurridos en las China feudal del siglo VIII a. C. hasta la muerte de Confucio, a principios del siglo V a. C.  (más exactamente del 722 a. C. al 481 d. C.). Registra los eventos que tuvieron lugar durante los 242 años de historia del Estado de Lu, el estado nativo de Confucio, durante los cuales 12 monarcas gobernaron el país. También comprende ampliamente la situación en otros estados y la evolución de los grandes acontecimientos del Periodo de Primavera y Otoño. La obra se centra en las actividades políticas de la clase gobernante durante este periodo, incluyendo expediciones de castigo entre estados vasallos, las condenas de las usurpaciones, asesinatos, incestos, formación de alianzas, reuniones, peregrinajes, etc. También recoge algunos fenómenos naturales, como eclipses solares y lunares, terremotos, inundaciones, plagas, etc. Además, sucesos económicos y culturales, como sacrificios rituales, bodas, funerales, construcción de ciudades y palacios, entre otros, también fueron registrados.
El texto original de los Anales de primavera y otoño tenía una longitud de 18.000 palabras pero la versión que se conserva actualmente consta de pocas más de 16.000. La obra es muy concisa, con una precisa elección de palabras y comentarios breves. No obstante, los Anales de primavera y otoño están en algunos casos poco documentados, con acontecimientos de los que solo narran el resultado sin detalles de la historia completa. Por tanto, generaciones posteriores los encuentran difíciles de explicar. Se han escrito numerosas obras para explicar y ampliar sus significados. Estos trabajos se conocen como “Comentarios”.
El tomo está compuesto por tres textos, que se denominaron en conjunto como “Los tres Comentarios sobre los Anales de primavera y otoños”. Los tres son un informe diferente sobre los mismos sucesos relatados en los Anales de primavera y otoño. El primero tiene unas pocas diferencias significativas, como por ejemplo que cubre un periodo más largo que el Clásico.
- Zuo Zhuan (el Comentario de Zuo).
- Comentario de Gongyang.
- Comentario de Guliang

Tradicionalmente se cree que esta obra fue recopilada por Confucio. A lo largo de su vida Confucio viajó por muchos territorios durante 14 años y volvió al Estado de Lu cuando ya era anciano. Después de esto difundió sus ideas políticas recopilando los Anales de primavera y otoño, con la esperanza de que su pensamiento fuese seguido por las generaciones venideras.

### Yuèjīng, el Libro de la música (el Sexto clásico)
Existe también un sexto libro, incluido a veces, llamado Yuèjīng (chino tradicional: 樂經, chino simplificado: 乐经).Se le conoce como “el Sexto Clásico” o “el Clásico de la música” y es un libro desaparecido en la época de la dinastía Han (202 a. C. – 220 d. C.). Los únicos restos que se conservan de este Sexto Clásico forman parte del Li ji (Registro del rito).

## El Canon confuciano: Clásicos confucianos
Más adelante, los Cinco Clásicos junto a los Cuatro Libros y otros clásicos confucionistas constituyeron el nombrado como canon confuciano. Las obras aquí incluidas reciben el nombre de Dian Ji (Clásicos chinos), y en general se las conoce como jing (“clásico”). Otros clásicos confucianos son, por ejemplo, el Clásico de la piedad filial (es un breve libro que explica cómo comportarse con alguien mayor o superior y el trato que el mayor debe tener con el menor) y el Eyra (es un diccionario que explica el significado y la interpretación de algunos términos en el contexto confucionista).

## Autoría de los clásicos
Tradicionalmente se pensaba que el editor y el recopilador de los Cinco Clásicos había sido Confucio. El estudioso llamado Yao Hsin-chung admite que hay motivos para creer que los Clásicos salieran de las manos del propio filósofo, pero también reconoce que “nada puede darse por supuesto tratándose de las primeras versiones de los clásicos. Desde la Dinastía Han occidental la mayoría de eruditos confucionistas creían que Confucio había recolectado y editado los primeros trabajos, así “arreglando” las versiones de los textos antiguos que posteriormente se convirtieron en los Clásicos. En el siglo XX, muchos eruditos chinos aún creían en esta teoría.” El nuevo erudito confucionista, Xiong Shili (1885 - 1968), por ejemplo, afirmaba que los Seis Clásicos eran las versiones definitivas “arregladas” por Confucio cuando éste ya era mayor. Otros eruditos han tenido diferentes teorías y puntos de vista. La escuela de textos antiguos por ejemplo, dependía de las versiones encontradas en la Dinastía Han, que supuestamente sobrevivieron a la quema de libros de la Dinastía Qin. Aun así, muchos creían que estos trabajos no fueron editados por Confucio, sino que provenían directamente de la Dinastía Zhou.
A causa de diferentes razones, principalmente relacionadas con la erudición de textos modernos, un gran número de eruditos del siglo XX tanto en China como en otros países consideran que Confucio no tuvo nada que ver con editar los textos, y mucho menos escribirlos. Yao Hsin-chung declara que los otros eruditos aún se aferran a la visión pragmática de que la historia de los Clásicos es larga, y que Confucio y sus seguidores, aunque no pretendían crear un sistema de clásicos, contribuyeron a su formación. En cualquier caso, es indiscutible que durante la mayoría de los últimos 2.000 años, muchos creyeron que Confucio editó o bien escribió estos clásicos.